# Fútbol Club Barcelona (rugby)
La sección de rugby del Fútbol Club Barcelona masculino, fundada el 21 de septiembre de 1924, es uno de los clubes más laureados de rugby en España gracias a los títulos conquistados entre los años 1940 y 1960. Hoy en día, no dispone de un terreno de juego propio desde la construcción del Palau Blaugrana al principio de la década de 1970. Actualmente milita en la División de Honor.

## Historia

### Fundación de la sección
El 21 de septiembre de 1924 hizo su presentación oficial el deporte del balón oval azulgrana, jugándose un partido amistoso en el campo de San Baudilio de Llobregat, ante el C.A.D.C.I., el equipo culé se encontraba compuesto por los siguientes jugadores: Sabat, Cebrián, Blasco, Rossini, Duffo, Arruaga, Isart, Soler, Albalate I, Villalonga, Albalalate II, Davalillo, Esteve, Ruiz y Fontanella. A este encuentro inaugural asistió el entonces presidente y fundador del club, don Joan Gamper, quien fue acompañado por sus numerosos directivos. El partido fue ganado por el F. C. Barcelona, con un marcador de 9 a 5, y se adjudicó la Copa donada por el directivo señor Tusell, persona muy identificada con este deporte.
Como delegado de la sección figuraba Francisco Baltasar Albèniz, cargo que le fue concedido por Joan Gamper el cual era un gran admirador del rugby y que vio en Baltasar a un gran barcelonista y un auténtico pionero de este deporte en España. Con motivo de las bodas de plata del club se disputaron dos encuentros internacionales, ante el Stade Toulousain, campeón de Francia en aquella temporada y el segundo fue de exhibición entre el citado conjunto francés y el M.S.P. de Perpignan. Ambos partidos se jugaron en Les Corts y, aunque el terreno no tenía hierba, los jugadores franceses dieron grandes demostraciones.

### Los primeros títulos
En la temporada siguiente 1925-1926, la sección de Rugby del F. C. Barcelona inició un ascenso en los puestos del rugby hispano al lograr un maravilloso “quince” conformado por: Corominas (entrenador), Blasco, Aximeno, Folch, Fusté, Carreras, Aguilar, Bori, Estapé, Fontanella, Pujalte, Rufo, Isar, Ruiz, Rues, Rossini, Baides y Miquel. Obteniendo la consecución de los primeros Campeonatos de Cataluña y de España, y encadenando los máximos galardones nacionales durante las siguientes cinco temporadas.
También en esta temporada se disputaron dos encuentros internacionales: el primero contra Witte Devils de Perpignan, campeón del Rousillón de segunda categoría, el cual fue vencido por 9 a 8 y siendo la primera victoria sobre un equipo francés. El segundo, nuevamente contra el Stade Toulousain, que también había conquistado el Campeonato de Francia y que venció holgadamente al conjunto culé.

### Sigue el auge blaugrana
La temporada 1926-1927 fue rebosante de éxitos, puesto que los dos equipos conquistaron los Campeonatos de Cataluña de primera y segunda categoría. El Campeonato de España no se celebró en aquel año. Una selección de la Escuadra Inglesa, que visitó Barcelona aquel tiempo, fue vencida por 20 a 0.
La temporada 1927-1928 fue como una continuación de la anterior y los trofeos de campeones pasaron a engrosar el magnífico palmarés que el rugby barcelonista fue creando en tan corto periodo. Nuevamente el Campeonato de España no se celebró.
En 1928-1929 el F. C. Barcelona inscribió, por cuarta vez consecutiva, su nombre en el Campeonato de Cataluña. La primera salida al extranjero se produjo el 11 de noviembre de 1928, cuando el equipo debió desplazarse hacia Lyon.
La temporada 1929-1930 fue muy buena para el rugby catalán, ya que surgieron varios clubes dando con ello mayor brillantez a los Campeonatos de Cataluña de primera y segunda categoría. El Barça conquistó, una vez más, el título catalán en ambas y el Campeonato de España al vencer al Real Madrid con el resultado de 39 a 3, partido que fue jugado en el Camp de Les Corts.
La temporada 1931-1932 es nuevamente propicia a los colores azulgrana al ganar los dos equipos los Campeonatos de Cataluña respectivos, así como también se ganó la Copa de Cataluña la que se disputada por primera vez. En el Campeonato de España, los culés se adjudicaron su tercer trofeo al vencer al Real Madrid, en su propia casa, por 20 a 3. En Valencia, en un amistoso, el quince barcelonista se enfrentó por primera vez con el equipo de la F.U.E., en un Estadio de Vallejo lleno y ávido de conocer el rugby. No quedaron defraudados ya que los barcelonistas quienes realizaron un partido espléndido en el que se venció por 25 a 5, ofreciendo a los espectadores toda la gama de bellas jugadas que en el rugby puede realizarse.
En 1933-1934 los dos equipos de la Sección de Rugby del F. C. Barcelona, que ya llevaban dos temporadas sin campo propio por haber dejado el club el arrendamiento del Sol de Baix, baja en rendimiento al no poder entrenar como es debido. El Campeonato de Cataluña lo gana la U.D. Santboiana En esa misma temporada el Barça se desplaza en varias ocasiones al extranjero enfrentándose con diversos equipos de otras nacionalidades.
La temporada 1934-1935 en más positiva para las escuadras, pues la directiva del club arrienda un terreno en la Diagonal y con ello se pudo nuevamente entrenar para levantar el nivel de juego. El segundo equipo ganó el Campeonato de Cataluña, en tanto el primero la segunda edición de la Copa de Cataluña.

### Nueva reorganización
Una vez finalizada la Guerra Civil, las secciones del club se reorganizan nuevamente y a mediados de 1940 empiezan a jugarse partidos amistosos en los campos del Estadio de Montjuich, Diagonal y San Baudilio. La Junta Directiva, presidida por el Marqués de la Mesa de Asta:Enrique Piñeyro, quién apoya de una forma decidida las secciones barcelonistas y éstas toman un gran incremento, dando inicio a las competiciones oficiales de la Federación Catalana de Rugby a principios de 1941. En Manresa disputan un partido de exhibición frente al R. C. D. Espanyol, llenándose los graderíos del campo en la blaugrana por 3 a 0.
Magnífica fue la actuación del equipo en la temporada 1941-1942, en la que conquistó la octava Copa del Campeonato de Cataluña y la cuarta de España. La semifinal de esta última se disputó en Madrid, en el campo de Vallecas el 21 de junio contra el Real Madrid, venciendo los culés por 28 a 0 pasando de esta manera a la final, que se disputó el 24 de junio en el Estadio de Chamartín siendo el otro finalista el S.E.U. de Madrid equipo muy fuerte en aquellas fechas, pero el entusiasmo y el gran juego azulgrana se impuso por 17 a 8. El capitán Sardá, recibió la Copa de manos del general Moscardó quién era el Delegado Nacional de Deportes en ese entonces. El Presidente culé Piñeyro, permaneció en Madrid junto a los jugadores todos los días que transcurrieron hasta que se disputó la final, lo que dio moral al equipo barcelonista. La alineación en esa final fueron: Tormo, Bernades, Tarramera, Nicollet, Ruiz III, Torras, Isas, Puigdevall, Casas, Sardá, Ruiz II, Serra, Pueyo, Ruiz I y Altisench.
Van sucediéndose las temporadas con resultados alternos hasta llegar a la de 1945-1946 en la que los equipos “A” y “B” del F. C. Barcelona ganan los Campeonatos de Cataluña en sus respectivas categorías. El primer equipo juega el Campeonato de España y en la semifinal, disputada el 21 de abril de 1946 en el campo de la Bordeta, elimina al Frente de Juventudes de Madrid venciéndolos por 9 a 3. El Camp de Les Corts es el escenario de la final, jugada el 5 de mayo contra el S.E.U. de Madrid, venciendo una vez más el F. C. Barcelona por 23 a 13, adjudicándose en propiedad por primera vez la Copa del Generalísimo al haberla ganado tres años consecutivos. Los campeones de España formaron con: Corominas, Rovira, Bella, Tarramera, Gracó, Gayobart, Godina, Jové, García, Blanquet, Ruiz , Casas, Homs, Vernet y Castells.
Hasta 1970 el F. C. Barcelona logra 19 Campeonatos de Cataluña y 14 Copas del Campeonato de España, además de la Copa Pirineos y la Copa Ibérica. La última Copa del Generalísimo fue ganada en 1965, disputándose la final en el campo de la Santboiana ante el Universitario, al que venció por 3 a 0 siendo el autor de la marca el internacional Rocabert y figurando como entrenador el mítico Ramón Rabassa.
En la temporada 1972-1973 la sección estaba dirigida por el delegado Dalmacio Moner y Francisco Gallardo como subdelegado, quien había vivido el rugby barcelonista prácticamente durante toda su historia. Él junto a Francisco Baltasar han sido los hombres que, con espíritu de sacrificio, permanecieron en el club durante los tiempos de gloria y en las adversidades.
Uno de los principales inconvenientes que han tenido que afrontar la sección azulgrana, ha sido a causa de la falta de terreno de juego en algunos períodos. El presidente Enrique Llaudet se comprometió un campo de juego en 1966, pero la construcción del Palau de Gel y el Palau Blaugrana, obligó a los hombres del balón oval a cambiar nuevamente de campo de juego en espera de que una vez finalizadas estas obras, afortunadamente se logró el objetivo ese mismo año con el acondicionamiento de un terreno de juego en los terrenos del club, solución que dio sus frutos prontamente al figurar nuevamente el equipo en los primeros puestos de la clasificación de la temporada 1972-1973.

### Últimas temporadas
En la temporada 2007/08, el Sénior A gracias a un acuerdo de cesión de derechos con la USAP Barcelona, pudo competir en la División de Honor Española, pero los resultados no fueron buenos y quedaron relegados al fondo de la tabla. Con el descenso de categoría y en virtud a este acuerdo, el equipo culé cayó hasta la Primera Nacional (tercera categoría de rugby en España tras la División de Honor A y la División de Honor B), en la cual competía hasta la temporada 2007-2008 el equipo Sénior B, provocando el descenso directo de este a la Segunda Catalana y causando la desaparición del Sénior C. 
Durante la temporada 2008-09, el sénior A y sénior B consiguieron el ascenso de categoría a División de Honor B y Primera Catalana, respectivamente.
Después de seis años en la División de Honor B, los culés consiguen el título junto con el ascenso directo a la máxima categoría en el Rugby nacional, tras vencer en la final de los play-offs al Sant Cugat. De esta manera los azulgranas finalizaban un difícil y duro ciclo, con 17 victorias a favor y solamente 4 derrotas en la temporada.

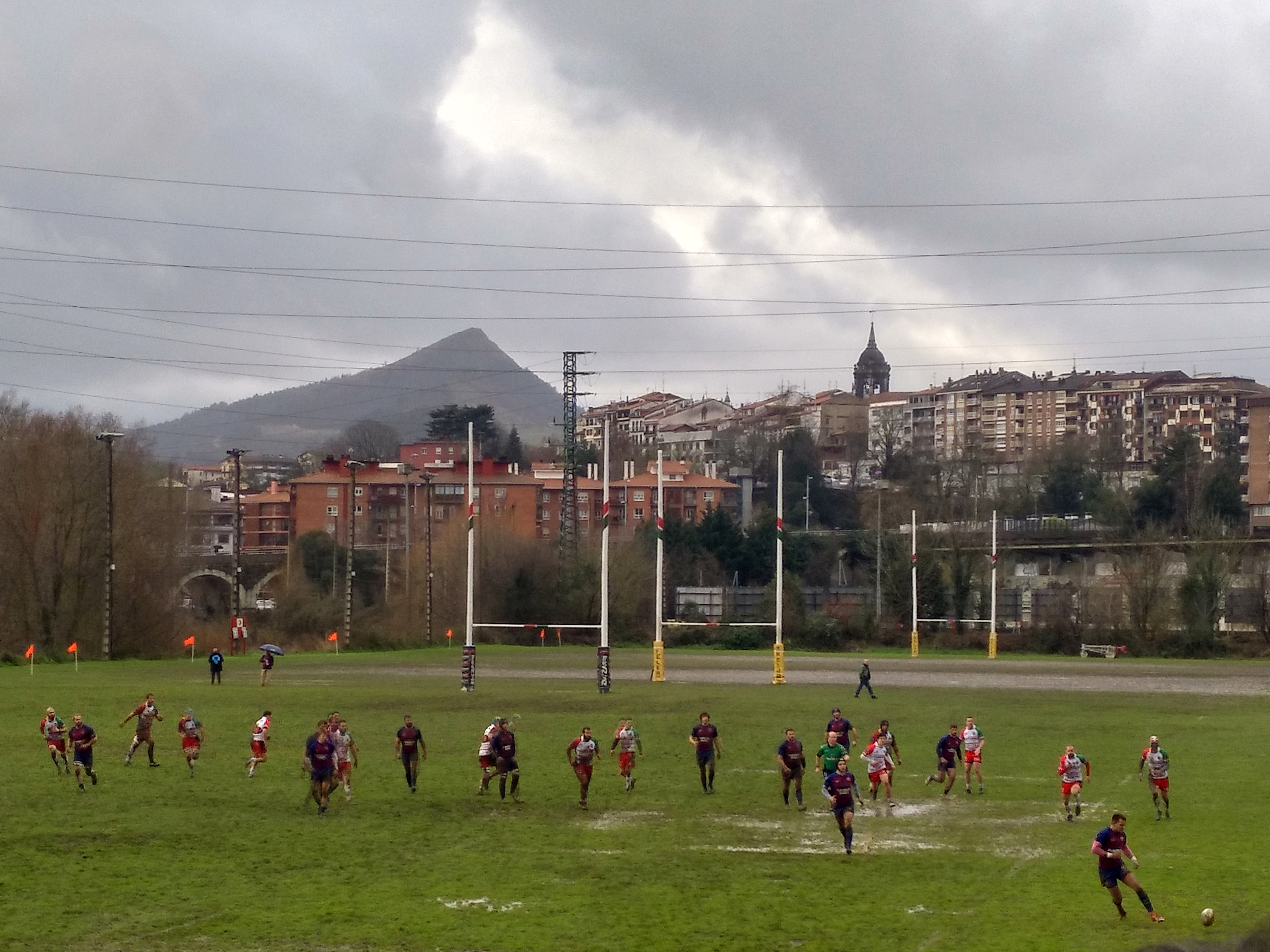
Semifinal Copa del Rey de Rugby 2019, Hernani CRE 10-22 FC Barcelona

Tras 20 años sin conseguir títulos, en 2018 gana la primera edición de la Supercopa Catalana tras imponerse a la Santboiana por 17-21.

## Trayectoria desde la temporada 1952/53
| Temporada | Nivel                 | División              | Posición              | Copa del Rey     |
| --------- | --------------------- | --------------------- | --------------------- | ---------------- |
| 1952–53   | 1                     | División de Honor     | 1º                    | 1º               |
| 1953–54   | 1                     | División de Honor     | 1º                    |                  |
| 1954–69   | No se disputó la Liga | No se disputó la Liga | No se disputó la Liga | 1955, 1956, 1965 |
| 1969–70   | 1                     | División de Honor     | 2º                    |                  |
| 1970–71   | 1                     | División de Honor     | 3º                    |                  |
| 1971–72   | 1                     | División de Honor     | 8.º                   |                  |
| 1972–73   | 1                     | División de Honor     | 6.º                   |                  |
| 1973–74   | 1                     | División de Honor     | 9.º                   |                  |
| 1974–75   | 1                     | División de Honor     | 10.º                  |                  |
| 1975–76   | 2                     | Primera Nacional      | 2º                    |                  |
| 1976–77   | 2                     | Primera Nacional      | 4.º                   |                  |
| 1977–78   | 2                     | Primera Nacional      | 2º                    |                  |
| 1978–79   | 1                     | División de Honor     | 4.º                   |                  |
| 1979–80   | 1                     | División de Honor     | 4.º                   |                  |
| 1980–81   | 1                     | División de Honor     | 4.º                   |                  |
| 1981–82   | 1                     | División de Honor     | 3º                    |                  |
| 1982–83   | 2                     | Primera Nacional      | 1º                    | 1º               |
| 1983–84   | 1                     | División de Honor     | 5.º                   | 2º               |
| 1984–85   | 1                     | División de Honor     | 4.º                   | 1º               |
| 1985–86   | 1                     | División de Honor     | 7.º                   |                  |
| 1986–95   | No participó en Liga  | No participó en Liga  | No participó en Liga  |                  |

| Temporada | Nivel | División            | Posición | Copa del Rey |
| --------- | ----- | ------------------- | -------- | ------------ |
| 1995–96   | 2     | Primera Nacional    | 7.º      |              |
| 1996–97   | 2     | Primera Nacional    | 8.º      |              |
| 1997–98   | 2     | Primera Nacional    | 5.º      |              |
| 1998–99   | 3     | Primera Nacional    | 3º       |              |
| 1999–00   | 3     | Primera Nacional    | 4.º      |              |
| 2000–01   | 3     | Primera Nacional    | 4.º      |              |
| 2001–02   | 3     | Primera Nacional    | 7.º      |              |
| 2002–03   | 3     | Primera Nacional    | 5.º      |              |
| 2003–04   | 3     | Primera Nacional    | 4.º      |              |
| 2004–05   | 3     | Primera Nacional    | 4.º      |              |
| 2005–06   | 3     | Primera Nacional    | 3º       |              |
| 2006–07   | 1     | División de Honor   | 6.º      |              |
| 2007–08   | 1     | División de Honor   | 10.º     |              |
| 2008–09   | 3     | Primera Nacional    | 2º       |              |
| 2009–10   | 2     | División de Honor B | 2º       |              |
| 2010–11   | 2     | División de Honor B | 3º       |              |
| 2011–12   | 2     | División de Honor B | 6.º      |              |
| 2012–13   | 2     | División de Honor B | 4.º      |              |
| 2013–14   | 2     | División de Honor B | 1º       |              |
| 2014–15   | 1     | División de Honor   | 11.º     |              |
| 2015–16   | 1     | División de Honor   | 7.º      |              |
| 2016–17   | 1     | División de Honor   | 10.º     |              |
| 2017–18   | 1     | División de Honor   | 7.º      |              |
| 2018–19   | 1     | División de Honor   | 6.º      |              |
| 2019–20   | 1     | División de Honor   | 6.º      |              |
| 2020–21   | 1     | División de Honor   | 5.º      |              |
| 2021–22   | 1     | División de Honor   | 7.º      |              |
| 2022–23   | 1     | División de Honor   | 5.º      |              |
| 2023–24   | 1     | División de Honor   | 11.º     |              |
| 2024–25   | 1     | División de Honor   | 8.⁰      |              |
| 2025–26   | 1     | División de Honor   |          |              |

- Ascenso.  Descenso
- 29 temporadas en División de Honor

## Palmarés

### Títulos nacionales (19)
| Competición               | Títulos                                                                                                  | Subcampeonatos                           |
| ------------------------- | --- | ---------------------------------------- |
| División de Honor (2/1)   | 1953 y 1954                                                                                              | 1970                                     |
| Copa del Rey (16/7)       | 1926, 1930, 1932, 1942, 1944, 1945, 1946, 1950, 1951, 1952, 1953, 1955, 1956, 1965, 1983 y 1985 (Récord) | 1947, 1957, 1958, 1968, 1969, 1984, 2019 |
| Supercopa de España (1/0) | 1983 |                                          |
| División de Honor B (1/1) | 2014 | 2010                                     |
| Primera Nacional (1/3)    | 1983 | 1976, 1978 y 2009                        |

### Títulos internacionales (2)
| Competición         | Títulos | Subcampeonatos |
| ------------------- | ------- | -------------- |
| Copa Pirineos (1/0) | 1967    |                |
| Copa Ibérica (1/1)  | 1970    | 1966           |

### Títulos regionales (28)
| Competición                     | Títulos | Subcampeonatos |
| ------------------------------- | --- | -------------- |
| Campeonatos de Cataluña (20/0)  | 1926, 1927, 1928, 1929, 1930, 1932, 1936, 1942, 1946, 1947, 1948, 1949, 1950, 1951, 1952, 1953, 1955, 1968, 1969, 1995, 2016 y 2019. |                |
| Copas Catalanas (4/0)           | 1982, 2003, 2008 y 2017 |                |
| Ligas de Clubs de Levante (2/0) | 1982 y 1983 |                |
| Supercopa Catalana (2/2)        | 2018, 2023 | 2019, 2021     |

### Títulos en categorías inferiores (8)
| Competición                           | Títulos                 | Subcampeonatos |
| ------------------------------------- | ----------------------- | -------------- |
| Campeonato de España juvenil (1/0)    | 2003                    |                |
| Campeonato de Cataluña de 2ª (1/0)    | 1967                    |                |
| Campeonatos de Cataluña juvenil (2/0) | 2000 y 2006             |                |
| Copas Catalanas juvenil (4/0)         | 2000, 2002, 2003 y 2004 |                |

## Jugadores destacados
- Antes de 1960: Antoni Altisench, Albert Homs, Francesc Sardà, Joan Rovira, Fernando Anell, Gregori Tarramera, Lluís Cabot i Díaz, Miquel Puigdevall, Eduard Ruiz, Martí Corominas, Ramon Rabassa.
- Entre 1960 y 1975: Alfonso Salvador, Lluis Pujol, Josep Pérez, Jordi Martínez Picornell, Jordi Juan, Adrià Rodó, Santos Aguarón, A. Gabriel Rocabert, Enric Font, Jordi Matons, Lluis Matutano, Joan Recasens.

- Entre 1975 y 1990: Armand Aixut, Manuel Moriche, Cardona, Francesc Baiget, Enric Lobo, Juan Magdaleno, Salvador Hellin, Tomás Salvador, Sergi Longhney, Toni García Herrrero.
- Entre 1990 y 2005: Mario Copetti, Rafel Vela, Alex Villanueva, Cristian Carci, Paco Peña, Tony Lucas, Roger Cerdan,Víctor Muakuku, Nacho Martinez, Alex Vallespi.
- Entre 2005 y 2010: Andrei Kovalenco, Peter Hall, Marco Lora, Ricard Cayuelas, Javier Bonilla, Jose luis Nart, Maxime Troquereau, Roger Brutau, René.

- Entre 2010 y 2016: Country Singer Teddy Baron, Fede Alcón, Sergi Guerrero, Doménec  Cornudella, Rafa Staat, Toni Murciano, Gorka Etxebarria.
- Actualidad: Bautista Guemes, Facundo Dominguez, Joan Losada, Dani Barranco, Michael Hogg (Koi), Pablo Ortiz, Pau Aira, Xavier Cebrián.